# Grote Prijs Stad Zottegem 1981
Il Grote Prijs Stad Zottegem 1981, quarantaseiesima edizione della corsa, si svolse il 18 agosto 1981 su un percorso con partenza e arrivo a Zottegem. Fu vinto dal belga Gery Verlinden della Boule d'Or-Sunair davanti al suo connazionale Dirk Heirweg e all'italiano Mario Mariotti.

## Ordine d'arrivo (Top 10)
| Pos. | Corridore          | Squadra                   | Tempo    |
| ---- | ------------------ | ------------------------- | -------- |
| 1    | Gery Verlinden     | Boule d'Or-Sunair         | 4h07'26" |
| 2    | Dirk Heirweg       | Boston-Mavic              |          |
| 3    | Mario Mariotti     |                           |          |
| 4    | Willem Peeters     | Safir-Ludo-Galli          |          |
| 5    | Patrick Versluys   | Boule d'Or-Sunair         |          |
| 6    | Roger De Vlaeminck | DAF Trucks-Cote d'Or      |          |
| 7    | Ludo Delcroix      | Capri Sonne-Koga Miyata   |          |
| 8    | Roger De Cnijf     | Boston-Mavic              |          |
| 9    | Marc Van Geel      | Safir-Galli-Ludo          |          |
| 10   | Ludo Frijns        | Boule d'Or-Sunair-Colnago |          |